# Hichem Yacoubi
Hichem Yacoubi (Tunisi, 10 gennaio 1962) è un attore e regista tunisino naturalizzato francese.

## Biografia
Nato a Tunisi, Hichem Yacoubi trascorre l'infanzia e l'adolescenza a Chavanoz, nell'Isère. All'età di 18 anni si trasferisce Parigi, dove si iscrive alla facoltà di giurisprudenza dell'Università Pantheon-Sorbona. Dopo solo tre mesi di studio, lascia tutto per studiare danza jazz. La sua carriera di ballerino lo ha portato ad esibirsi, in particolare, nel balletto d'opera di Laura Vega Orfeo, Ni Ange ni bête, al Casino de Paris e in tournée, o nel musical Mille et un soleil, alla MC93 Bobigny.
Ha iniziato la carriera d'attore per caso, quando è stato notato per strada da Mounir Bekka, che lo ha fatto recitare nel suo cortometraggio Barberousse nel 1984. Fu solo nei primi anni duemila che il cinema divenne un'attività a sé stante. Appare nel ruolo di una guardia araba nel film del 2005 Munich di Steven Spielberg; tuttavia è il personaggio di Reyeb, il giovane che viene ucciso da Malik (Tahar Rahim) e che diventerà il suo amico immaginario in Il profeta di Jacques Audiard, che lo fa conoscere.
Nel 2014 ha interpretato un jihadista in Timbuktu di Abderrahmane Sissako, un film con numerosi riconoscimenti tra cui il César come miglior film e miglior regista, il premio della giuria ecumenica al Festival di Cannes 2014 e una nomination come miglior film in una lingua straniera. agli Oscar del cinema 2015. Nel 2023 partecipa al film Io capitano di Matteo Garrone.

## Filmografia parziale

### Attore

#### Cinema
- Une couleur café, regia di Henri Duparc (1997)
- Munich, regia di Steven Spielberg (2005)
- L'Équilibre de la terreur, regia di Jean-Martial Lefranc (2005)
- Il profeta (Un prophète), regia di Jacques Audiard (2009)
- Voyoucratie, regia di Fabrice Garçon e Kévin Ossona (2013)
- Printemps tunisien, regia di Raja Amari (2014)
- Timbuktu, regia di Abderrahmane Sissako (2014)
- Un illustre inconnu, regia di Matthieu Delaporte (2014)
- Caffè, regia di Cristiano Bortone (2016)
- Omicidio al Cairo (The Nile Hilton Incident), regia di Tarik Saleh (2017)
- Qu'un sang impur..., regia di Abdel Raouf Dafri (2020)
- Chacun chez soi, regia di Michèle Laroque (2020)
- Un divano a Tunisi (Un divan à Tunis), regia di Manele Labidi Labbé (2020)
- Speak No Evil (Gæsterne), regia di Christian Tafdrup (2022)
- Io capitano, regia di Matteo Garrone (2023)

### Regista
- Bon anniversaire! - cortometraggio, regia di Hichem Yacoubi e Daniel Kupferstein (2007)

### Doppiatore
- Azur e Asmar, regia di Michel Ocelot (2006)

## Doppiatori italiani
- Angelo Maggi in Il profeta
- Antonio Palumbo in Caffè
- Lorenzo Scattorin in Omicidio al Cairo
- Franco Mannella in Un divano a Tunisi
- Pasquale Anselmo in Io capitano